# Clemente Sánchez
Clemente Sánchez (Monterrey, Nuevo León; 9 de julio de 1947 - Monterrey, Nuevo León; 25 de diciembre de 1978) fue un boxeador mexicano.

## Biografía
Clemente Sánchez nació en la Colonia Industrial de Monterrey, en el estado de Nuevo León. Era el mayor de los cinco hijos del exboxeador profesional, Horacio Sánchez.

### Carrera
Clemente se convirtió en profesional en 1963, venciendo por puntos a Antonio Herrera.
En su decimoctava pelea despoja del invicto a Ricardo Arredondo, quien 4 años después también llegaría a conquistar un cetro mundial.
El 19 de mayo de 1972, ganó el título lineal y de peso pluma del CMB con un nocaut en el tercer asalto sobre Kuniaki Shibata en 1972. A iniciar la pelea, Clemente tenía plena conciencia que esta sería su gran oportunidad de ser campeón mundial, y aunque los primeros dos asaltos han sido devorados por el paso del tiempo pero lo ocurrido en el tercer capítulo quedará para siempre en la memoria. Kuniaki se puso de pie al conteo de cinco sólo para añadir dramatismo a la escena, al sexto segundo el aún campeón estaba de nuevo en la lona completamente separado de su conciencia. Sabedor de su inminente victoria, Clemente Sánchez inició su marcha hacia la esquina roja, mirando de reojo el momento en que el conteo de 10 lo convirtiera en campeón de la división pluma.
Perdió el título en su primera defensa por nocaut técnico ante José Legrá, pero Sánchez había sido despojado de su cinturón del CMB después de no poder alcanzar el peso antes de la pelea.
Sánchez se retiró del boxeo en 1975 tras perder ante Álvaro Rojas por decisión unánime. Desde entonces, ha sido considerado como uno de los pugilistas más habilidosos de su país.

### Fallecimiento
Sánchez fue asesinado a tiros en su ciudad natal de Monterrey en una disputa de tránsito en 1978, por un hombre que luego se identificó ante la policía como Carlos Rodríguez Treviño.